# Marie Silin
Pour les articles homonymes, voir Silin (homonymie).
Marie Silin, née le 4 octobre 1978 à Saint-Cloud, est une femme politique française.
Membre de La République en marche (LREM), suppléante d’Olivia Grégoire lors des élections législatives de 2017, elle devient députée de la 12e circonscription de Paris le 27 août 2020 en remplacement de cette dernière, nommée secrétaire d’État dans le gouvernement Jean Castex.

## Biographie
Elle est diplômée en 2004 de l’École supérieure de commerce de Paris. En 2009, elle rejoint Enedis, entreprise de service public chargée du réseau de distribution d’électricité, et devient en 2016 responsable des relations institutionnelles internationales.
Elle est candidate aux élections municipales de 2020 à Paris dans le 15e arrondissement, sur la liste LREM conduite par Catherine Ibled.
Elle est députée de Paris à partir du 27 août 2020. Elle rejoint le groupe La République en marche conduit par Christophe Castaner.